# Dowód (prawo)
Dowód – pojęcie wieloznaczne, którego znaczenie zależy od gałęzi prawa procesowego i praktyki . Istnieje wiele propozycji definicji dowodu. W związku z wieloznacznością pojęcia postulowano, by z niego zrezygnować. Na ogół jest nim czynność faktyczna prowadząca do uznania w postępowaniu przed organem stosującym prawo za prawdziwe twierdzeń co do okoliczności faktycznych mających istotne znaczenie dla rozstrzygnięcia zawisłej sprawy.

## Definicja dowodu i pojęć powiązanych
W dwudziestoleciu międzywojennym zaproponowano, by najogólniej za dowód uznać fakt w domniemaniu prawdziwy, który ma służyć za podstawę do wiary w istnienie lub nieistnienie drugiego faktu. Pojawiały się także inne definicje: uznające dowód za wiadomość, źródło informacji, proces myślowy lub sformalizowaną działalność.
Wyróżnia się szereg bardziej precyzyjnych pojęć, których także nie stosuje się jednolicie. Są to m.in.: zagadnienia podlegające dowodzeniu, źródła dowodowe, środki dowodowe, materiały dowodowe, czynności dowodowe, postępowanie dowodowe (dowodzenie), wynik dowodzenia (wnioskowania). I tak:
- zagadnieniem podlegającym dowodzeniu jest okoliczność bądź stan, które się udowadnia[1] ,
- źródłem dowodowym jest nośnik informacji – osoba lub rzecz, która dostarcza lub może dostarczyć informacji[8]  (świadek, dokument, biegły[9]),
- środkiem dowodowym jest informacja, którą uczestnicy procesu uzyskują ze źródła dowodowego[8] , lub określona przez prawo metoda, dzięki której można uzyskać wiadomości ze źródła dowodowego (oględziny, zeznania świadków)
- materiałem dowodowym jest forma przekazywania informacji – np. cechy przedmiotu podlegającego oględzinom, wypowiedzi przesłuchiwanych osób[8] .

## Przedmiot dowodu
Są to fakty mające dla rozstrzygnięcia sprawy istotne znaczenie (art. 227 K.p.c.)

## Klasyfikacja dowodów
- osobowe, rzeczowe i z dokumentów

Dowody, które dotyczą osób, nazywane są dowodami osobowymi, dowody, które dotyczą rzeczy, dowodami rzeczowymi, a dowody, które dotyczą dokumentów, dowodami z dokumentów.
- bezpośrednie i pośrednie

Dowody bezpośrednie  bezpośrednio wskazują na okoliczność, jaka ma zostać udowodniona. Dowody pośrednie pośrednio wskazują na okoliczność, jaka ma zostać udowodniona, tj. po założeniu prawdziwości jakichś innych twierdzeń (uwzględnienie dopiero których spowoduje, że okoliczność, której dotyczy dany dowód, jest prawdziwa)
Do dowodów pośrednich należą w szczególności tzw. dowody prima facie (oparte na związkach przyczynowych, które na pierwszy rzut oka wydają się zasadne) i dowody poszlakowe (udowadniające okoliczności poboczne, które wzięte razem czynią okoliczność główną bardziej prawdopodobną).
- dowód przeciwny

Dowód przeciwny to dowód wskazujący na nieprawdziwość innego dowodu (wniosku, do którego on prowadzi).
- dowód z przeciwieństwa

Dowód z przeciwieństwa to dowód służący do obalenia domniemania prawnego.
- dowód z pierwszej ręki (tzw. dowód pierwotny) i dowód z drugiej ręki (tzw. dowód pochodny).

Przykładem dowodu z drugiej ręki jest tzw. świadek ze słyszenia (taki, który dowiedział się o czymś z relacji kogoś innego) albo dowód z nieautoryzowanych kopii jakiegoś dokumentu lub wzmianek na piśmie stwierdzających jego istnienie, jego fragment lub jego ogólną treść.

## Okoliczności nie wymagające dowodu
Dowodu nie wymagają fakty (okoliczności faktyczne):
- powszechnie znane (tzw. notoria powszechne);
- wiadome sądowi lub organowi administracji publicznej albo organowi podatkowemu z urzędu, tj. głównie z powodu spraw, jakie rozpoznał on wcześniej lub jakie aktualnie rozpoznaje, oraz tego, co znajduje się w aktach takich spraw (tzw. notoria urzędowe);
- jakie zostały wyraźnie przez drugą stronę przyznane;
- jakie zostały przez drugą stronę, mimo iż ta wiedziała (lub powinna wiedzieć) o ich istotności dla sprawy, przemilczane (pozostawione bez odpowiedzi/komentarza, zwłaszcza zaprzeczających ich prawdziwości[13].

Za udowodniony lub nie może zostać uznany też fakt, co do którego druga strona odmówiła przedstawienia dotyczącego go dowodu lub stawiała przeszkody w przeprowadzeniu takiego dowodu, jakie zostało nakazane przez sąd – tj. następuje to wtedy na niekorzyść tej strony.

## Ocena dowodów
Przeprowadzone dowody podlegają ocenie organu stosującego prawa.
Znane są dwie zasady oceny dowodów:
- zasada (teoria) swobodnej oceny dowodów
- zasada (teoria) legalnej (związanej, formalnej) oceny dowodów[11].

Zasada swobodnej oceny dowodów - pozwala organowi stosującemu prawo oceniać przeprowadzone dowody według własnych spostrzeżeń i przemyśleń.
Zasada legalnej oceny dowodów - narzuca organowi stosującemu prawo pewne reguły w zakresie oceny przeprowadzonych dowodów, którymi organ ten jest związany - np. do przyjęcia danej okoliczności za udowodnioną potrzebne są wskazujące na jej prawdziwość zeznania co najmniej dwóch świadków (zasada testis unus, testis nullus: jeden świadek to żaden świadek) albo zeznania szlachcica są więcej warte aniżeli zeznania chłopa (czterokrotnie) lub mieszczanina (dwukrotnie).
W przypadku swobodnej oceny dowodów celem jest dojście do tzw. prawdy materialnej (obiektywnej), a więc tego, jak było naprawdę, w przypadku zaś legalnej oceny dowodów chodzić ma o ustalenie prawdy formalnej (subiektywnej, sądowej, procesowej), a więc tego, jakie wnioski co do kształtu stanu faktycznego nakazują w świetle przeprowadzonych dowodów przyjąć obowiązujące reguły dowodowe i to również wtedy, gdyby było to kosztem tego, co wydarzyło się w rzeczywistości.
Obecnie w Polsce obowiązuje zasada swobodnej oceny dowodów. Wyłomem od tej zasady są tu reguły, jakie każą przypisywać pewną wartość dowodom z dokumentów lub zakazują przeprowadzania przeciw nim innych dowodów, oraz reguły, jakie nakazują rozstrzygać wątpliwości dowodowe (łac. non liquet) na rzecz którejś ze stron oraz tzw. domniemania prawne. 
Tak wątpliwości dowodowe należy rozstrzygać:
- w postępowaniu karnym na korzyść oskarżonego (zgodnie z zasadą in dubio pro reo  i zasadą domniemania niewinności),
- w niesądowym postępowaniu administracyjnym co do zasady na korzyść jednostki (obywatela)[11].

Zazwyczaj przyjmuje się, że swobodna ocena dowodów nie może być sprzeczna z zasadami logiki (prawidłowego rozumowania) oraz wskazaniami doświadczenia życiowego i stanem wiedzy empirycznej.